# Estádio Nacional 12 de Julho
Das Estádio Nacional 12 de Julho ist ein Mehrzweckstadion in São Tomé, der Hauptstadt des afrikanischen Inselstaates São Tomé und Príncipe. Es bietet 6500 Zuschauern Platz.